# Greeneville
Greeneville är administrativ huvudort i Greene County i Tennessee. Orten har fått sitt namn efter militären Nathanael Greene. Vid 2020 års folkräkning hade Greeneville 15 479 invånare.>